# La Pointe (Houat)
Pour les articles homonymes, voir La Pointe.
La Pointe (ou Pointe du Sud), plus communément désignée par son nom breton, Er Beg, est une péninsule de l'île d'Houat. Étirée vers le sud sur environ 1,2 km, elle est constituée d'un isthme, bordé de chaque côté par une plage (la plage du Gouret à l'est et la plage du Salus à l'ouest), et d'un cap rocheux. Dans son prolongement se dressent trois îlots rocheux : Beg Tost, Beg Creiz et Beg Pel.
La rive nord-est de la Pointe abritait autrefois le port de Houat, abandonné après une tempête dévastatrice en 1951.